# Kalidostadiał
Kalidostadiał – okres ocieplenia w czasie trwania interglacjału.